# Familia de vidre Bishan
Familia de vidre Bishan, cunoscută și ca Bishan 10 și anterior cunoscută ca Bishan 5, este o familie de vidre indiene care locuiește în Golful Marina, Singapore⁠(en)[traduceți]. Vidrele au devenit o atracție populară de când au fost văzute pentru prima oară în 2014.

## Context
Familia de vidre Bishan⁠(en)[traduceți] a fost văzută pentru prima oară în Bishan-Ang Mo Kio Park⁠(en)[traduceți] în 2014. Poreclită original „Bishan 5”, familia de vidre a căpătat atenție națională în 2015 atunci când National Parks Board⁠(en)[traduceți] a încărcat poze și videoclipuri cu ea pe pagina sa de Facebook. În același an, familia de vidre Bishan s-a mutat în Golful Marina⁠(en)[traduceți] după ce a alungat altă familie de vidre care trăia acolo. A devenit cunoscută ca „Bishan 10” după nașterea a cinci pui noi în 2016.
Vidra indiană este în prezent clasificată ca specie critic pe cale de dispariție⁠(en)[traduceți] în Singapore, iar până în 1998 nu exista nicio observație raportată din anii 1970 încolo. Apariția familiei de vidre Bishan, laolaltă cu mai multe alte familii de vidre, a fost remarcată de The Economist ca o oglindire a succesului politicii de înverzire a Singaporelui, care a inclus o creștere notabilă la calitatea apei.

## Statut de celebritate
Familia de vidre a apărut în prim plan în documentarul Wild City al lui David Attenborough, iar isprăvile lor sunt frecvent acoperite de media singaporeză. În 2016, familia de vidre a fost votată de cititorii cotidianului The Straits Times să reprezinte Singapore pentru a cincizeci și una zi de naștere a ei, învingând engleza colocvială singaporeză⁠(en)[traduceți], memoria USB (care după cum se spune ar fi fost inventată de o companie singaporeză⁠(en)[traduceți]), pașaportul singaporez⁠(en)[traduceți] și filmul singaporez câștigător al premiului Caméra d'Or Ilo Ilo⁠(en)[traduceți]. A primit de asemenea altă acoperire în presa internațională din partea revistei franceze Terre Sauvage.
Pe 7 august 2023, familia de vidre a fost reprezentată ca doodle⁠(en)[traduceți] pe pagina acasă a motorului de căutare Google. Doodle-ul a ilustrat cinci vidre îngrămădite pe un fundal cu Marina Bay Sands⁠(en)[traduceți].

## Incidente

### Familia de vidre Marina
Familia de vidre Bishan a fost implicată în mai multe lupte cu altă familie de vidre, poreclită familia de vidre Marina de către media locală. În 2015, vidrele din familia Bishan s-au mutat în Golful Marina⁠(en)[traduceți] după ce au izgonit familia de vidre Marina. Altă încleștare dintre cele două familii de vidre a dus la moartea unui pui de vidră din familia Marina. Pe 11 iunie 2017, membri ai publicului au intervenit să protejeze vidrele familiei Marina de rivalii acestora din familia Bishan speriindu-i pe cei din urmă cu zgomote puternice. Incidentul a iscat o dezbatere pe internet privitoare la intervenția umană în luptele dintre cele două familii de vidre.

### Pescuit ilegal
Au existat mărturii despre vidre sălbatice, incluzând despre vidre din familia Bishan, fiind vătămate de activități ale pescuitului ilegal⁠(en)[traduceți] din Singapore. În ianuarie 2017, o vidră femelă despre care se crede că ar fi una dintre vidrele familiei Bishan a fost găsită cu o ață de pescuit⁠(en)[traduceți] și un cârlig de pescuit⁠(en)[traduceți] introduse în corpul său. În aprilie 2017, altă vidră, despre care de asemenea se crede că ar fi una dintre vidrele familiei Bishan, a fost vătămată când un cârlig de pescuit s-a încurcat într-una dintre labele sale din față.
Pe 14 iunie 2017, o vidră suspectată a fi din familia Bishan a fost găsită moartă în parcul Marina Promenade⁠(en)[traduceți] într-o capcană pentru pescuit⁠(en)[traduceți] ilegal. Public Utilities Board⁠(en)[traduceți] a declarat că are să ia măsuri coercitive împotriva omului prins amplasând capcanele.